# Joué-du-Plain
Joué-du-Plain ([ʒwe dy plɛ̃] ) ist eine französische Gemeinde mit 237 Einwohnern (Stand: 1. Januar 2022) im Département Orne in der Region Normandie (vor 2016 Basse-Normandie). Sie gehört zum Arrondissement Argentan und ist Mitglied im Gemeindeverband Terres d’Argentan Interco. Die Einwohner werden Juvéplaniens und Juvéplaniennes genannt.

## Geografie

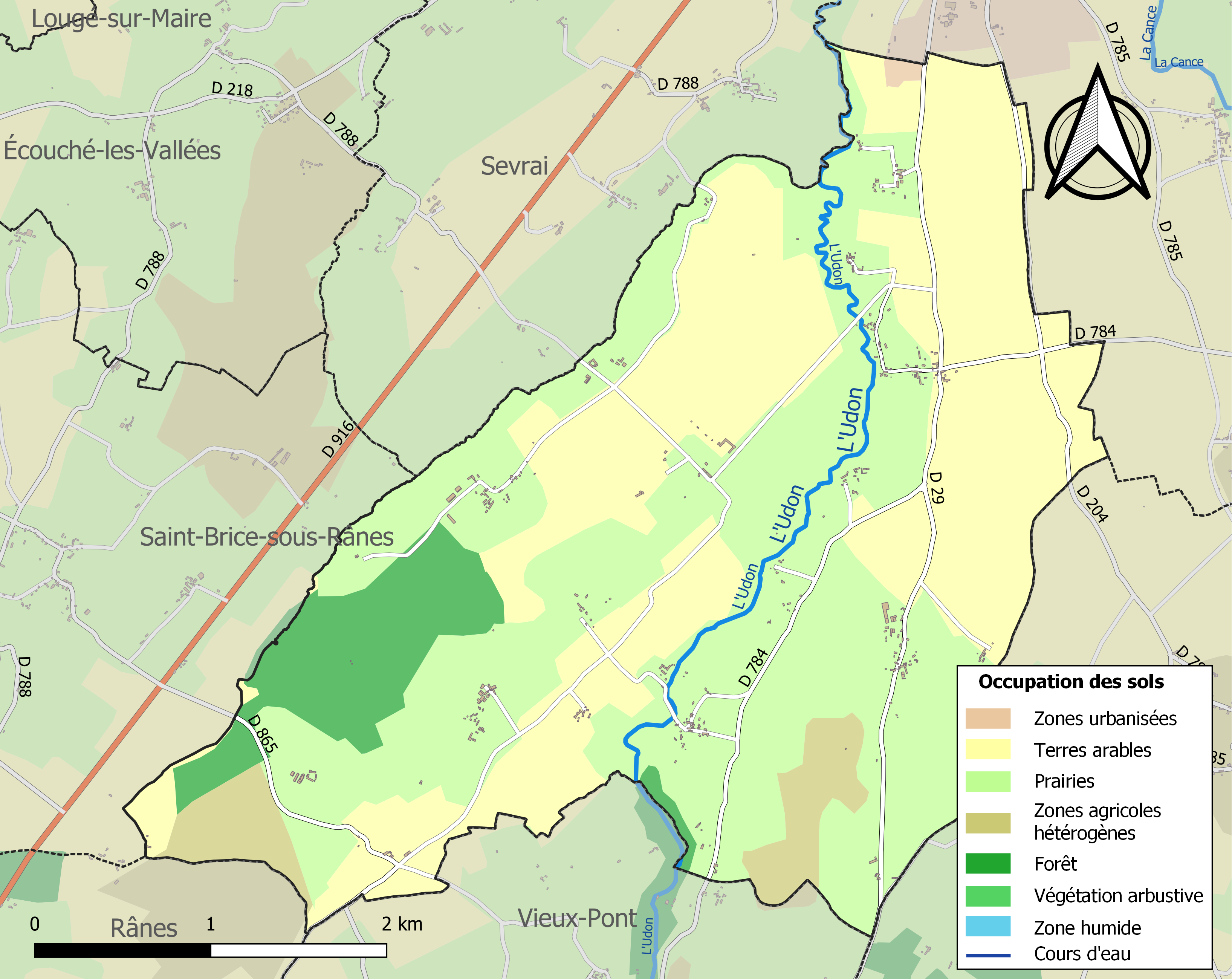
Bodennutzung, Hydrografie und Infrastruktur der Gemeinde (2018)

Joué-du-Plain liegt etwa zehn Kilometer südwestlich von Argentan und etwa 33 Kilometer nordnordwestlich von Alençon im Osten der Région naturelle Pays d’Houlme. Der Udon, ein Nebenfluss der Orne, durchströmt das Gemeindegebiet von Süd nach Nord. Das Zentrum liegt auf einer Höhe von etwa 170 m. Das Relief des Gebiets ist im Norden eher flach, im Südwesten hügelig mit Höhen bis maximal 243 m.
Teile des Gebiets von Joué-du-Plain gehören zum Natura 2000-Schutzgebiet „Haute vallée de l’Orne et affluents“ (FR2500099) und von einer ZNIEFF-Naturzone. Rund 92 % der Fläche der Gemeinde werden landwirtschaftlich genutzt, rund 8 % sind bewaldet, insbesondere durch den Bois de la Motte im Südwesten (Stand: 2018).
Umgeben wird Joué-du-Plain von den Nachbargemeinden Sevrai im Norden und Nordwesten, Écouché-les-Vallées im Norden und Nordosten, Avoine im Osten und Südosten, Vieux-Pont im Süden, Rânes im Südwesten sowie Saint-Brice-sous-Rânes im Westen.

## Bevölkerungsentwicklung

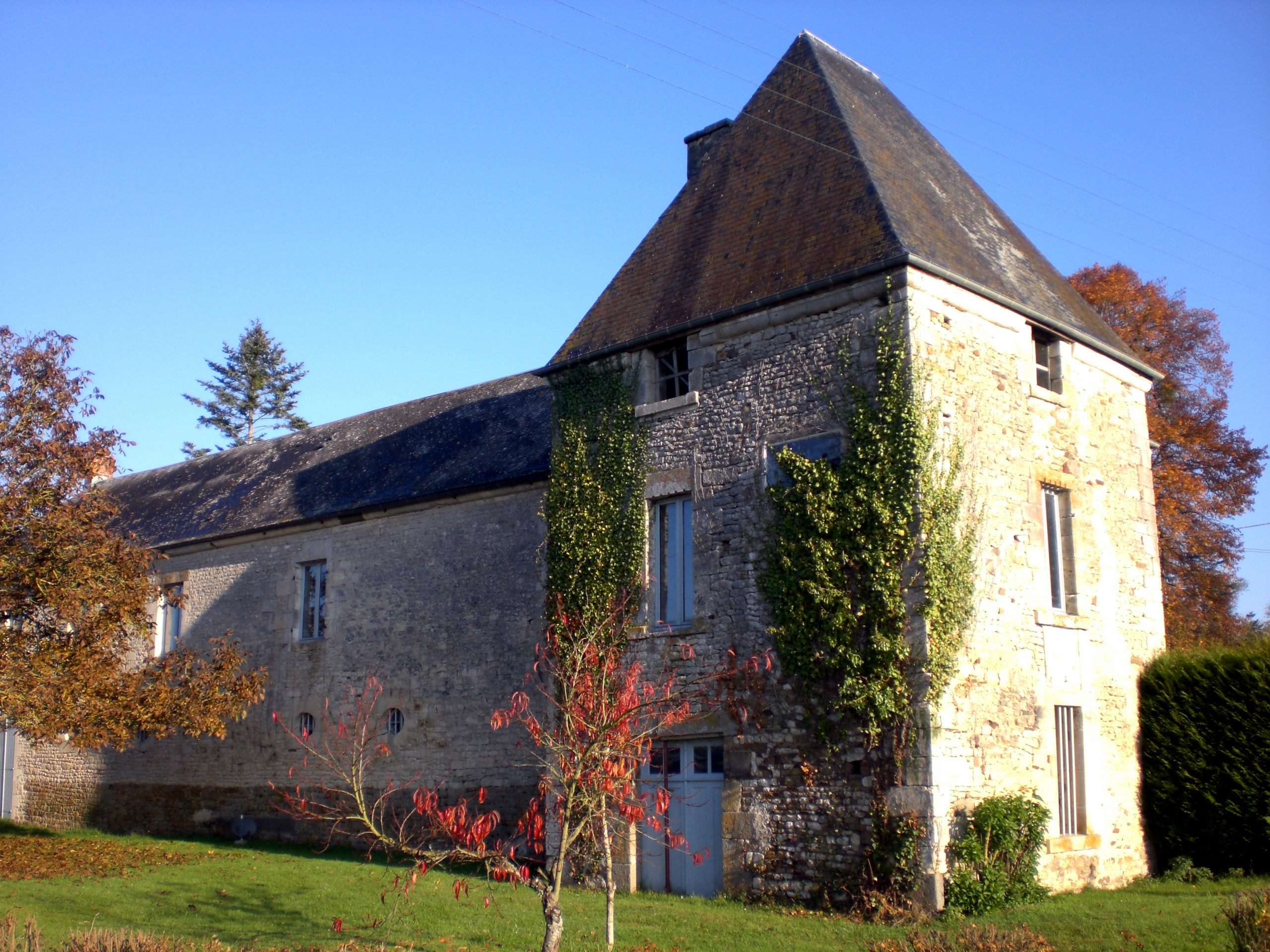
Schloss La Motte

| Joué-du-Plain: Einwohnerzahlen von 1793 bis 2020                                                                           | Joué-du-Plain: Einwohnerzahlen von 1793 bis 2020 | Joué-du-Plain: Einwohnerzahlen von 1793 bis 2020 | Joué-du-Plain: Einwohnerzahlen von 1793 bis 2020 | Joué-du-Plain: Einwohnerzahlen von 1793 bis 2020 |
| --- | ------------------------------------------------ | ------------------------------------------------ | ------------------------------------------------ | ------------------------------------------------ |
| Jahr |                                                  |                                                  |                                                  | Einwohner                                        |
| 1793 | 1793                                             |                                                  | 945                                              | 945                                              |
| 1800 | 1800                                             |                                                  | 901                                              | 901                                              |
| 1806 | 1806                                             |                                                  | 970                                              | 970                                              |
| 1821 | 1821                                             |                                                  | 840                                              | 840                                              |
| 1836 | 1836                                             |                                                  | 846                                              | 846                                              |
| 1841 | 1841                                             |                                                  | 811                                              | 811                                              |
| 1846 | 1846                                             |                                                  | 806                                              | 806                                              |
| 1851 | 1851                                             |                                                  | 754                                              | 754                                              |
| 1856 | 1856                                             |                                                  | 688                                              | 688                                              |
| 1861 | 1861                                             |                                                  | 612                                              | 612                                              |
| 1866 | 1866                                             |                                                  | 617                                              | 617                                              |
| 1872 | 1872                                             |                                                  | 588                                              | 588                                              |
| 1876 | 1876                                             |                                                  | 572                                              | 572                                              |
| 1881 | 1881                                             |                                                  | 571                                              | 571                                              |
| 1886 | 1886                                             |                                                  | 511                                              | 511                                              |
| 1891 | 1891                                             |                                                  | 461                                              | 461                                              |
| 1896 | 1896                                             |                                                  | 447                                              | 447                                              |
| 1901 | 1901                                             |                                                  | 411                                              | 411                                              |
| 1906 | 1906                                             |                                                  | 421                                              | 421                                              |
| 1911 | 1911                                             |                                                  | 408                                              | 408                                              |
| 1921 | 1921                                             |                                                  | 344                                              | 344                                              |
| 1926 | 1926                                             |                                                  | 335                                              | 335                                              |
| 1931 | 1931                                             |                                                  | 323                                              | 323                                              |
| 1936 | 1936                                             |                                                  | 315                                              | 315                                              |
| 1946 | 1946                                             |                                                  | 300                                              | 300                                              |
| 1954 | 1954                                             |                                                  | 284                                              | 284                                              |
| 1962 | 1962                                             |                                                  | 247                                              | 247                                              |
| 1968 | 1968                                             |                                                  | 226                                              | 226                                              |
| 1975 | 1975                                             |                                                  | 200                                              | 200                                              |
| 1982 | 1982                                             |                                                  | 201                                              | 201                                              |
| 1990 | 1990                                             |                                                  | 182                                              | 182                                              |
| 1999 | 1999                                             |                                                  | 203                                              | 203                                              |
| 2006 | 2006                                             |                                                  | 245                                              | 245                                              |
| 2013 | 2013                                             |                                                  | 253                                              | 253                                              |
| 2020 | 2020                                             |                                                  | 246                                              | 246                                              |
| Quelle(n): EHESS/Cassini bis 1999, INSEE ab 2006 Anmerkung(en): Ab 1962 offizielle Zahlen ohne Einwohner mit Zweitwohnsitz |                                                  |                                                  |                                                  |                                                  |

## Sehenswürdigkeiten
- Kirche Saint-Gervais-et-Saint-Protais aus dem 15. Jahrhundert
- Schloss La Motte aus dem 18. Jahrhundert

## Verkehr
Joué-du-Plain liegt relativ abseits größerer Verkehrsachsen. Die nachgeordneten Departementsstraße D 29 und D 784 und lokale Landstraßen verbinden das Zentrum mit den Weilern der Gemeinde und den Nachbargemeinden.